# Пустогородский сельский совет (Глуховский район)
Пустогородский сельский совет (укр. Пустогородська сільська рада) — входит в состав
Глуховского района
Сумской области
Украины.
Административный центр сельского совета находится в 
с. Пустогород
.

## Населённые пункты совета
- с. Пустогород
- с. Смыкаревка
- с. Смолино
- с. Ходуня